# Jahta
Jahta je rekreacijski čoln ali ladja. Izraz je nizozemskega izvora in pomeni "lov".  Jahta je bila prvotno opredeljena kot svetlobno hitra jadrnica nizozemske mornarice, ki se je uporabljala za lov na pirate in druge prestopnikov v bližini ter v plitvih vodah državah Beneluksa.  V času t. i. obnove kraljevine, leta 1660, je angleški kralj Charles II spremenil namenski pomen jahte, saj je le ta postala plovilo , ki se uporablja za pomorski prevoz pomembnih oseb.
Sodobna uporaba izraza označuje dva dokaj različna razreda plovil, razred jadrnic in razred [[motorno plovilo|motornih čolnov]. Jahto od delovne ladje razlikuje predvsem njen namen uporabe. Pred vzponom parnika in drugih vrstah zmogljivih čolnov pa ni bila opredeljena kot zasebno rekreacijsko plovilo za prosti čas in razkošje.
Dolžine jaht se nasplošno gibljejo od 12 metrov (39 ft) do več deset metrov (100 ft ali več). Luksuzna plovila, manjša od 12 metrov (39 ft), pogosto imenujemo potovalni bivalni ki ali preprosto bivalni ki . Izraz superjahta se nasplošno nanaša na katerokoli jahto (jadrnico ali motorno plovilo), nad 24 m (79 ft). Izraz mega jahta pa se nanaša na katerokoli jahto nad 50 metrov (164 ft). Ta velikost  pa je majhna v primerjavi s tipičnimi križarka mi ali naftnimi tankerji.

## Zastava na jahti
Navtične zastave se razlikujejo od trgovskih navtičnih zastav, in nam povedo, da jahta ne prevaža  tovora, ki zahteva carinsko deklaracijo. Prevažanje komercialnega tovora na ladji z zastavo jahte se tolmači za tihotapljenje v številnih pristojnih zakonikih.

## Tehnike gradnje in materiali
Do leta 1950 so bile skoraj vse jahte zgrajene iz lesa ali jekla, vendar se danes uporablja veliko širši razpon materialov. Čeprav so lesene lupine še vedno v proizvodnji, je najpogostejši gradbeni material iz steklenih vlaken, sledijo mu aluminij, jeklo in metrial iz ogljikovih vlaken ter ferrocement (redkejše zaradi zavarovalnih težav). Uporaba lesa se je spremenila in ni več omejena s tradicionalnimi metodami, temveč vključuje tudi sodobne izdelke, kot so vezane plošče, furnir, odrt balsa les in epoxy smola. Les večinoma uporabljajo hobi izdelovalci pri gradnji individualnih čolnov. Poleg materialov »vesoljskih razsežnosti«, kot so ogljikova vlakna in aramidna vlakna, imajo smrekove luske oplemenitene z epoxy smolo najboljše razmerje med težo in močjo od vseh materialov za izgradnjo čolnov

## Motorna plovila

### Pogon
Motorne jahte imajo po navadi en ali dva motorja z notranjim izgorevanjem , ki uporabljajo dizelsko gorivo ali bencin. Odvisno od velikosti motorja, so stroški goriva za delovanjeda motorne jahte veliko dražji kot pa za delovanje jadrnice.

### Oblika trupa
Oblike trupa motorne jahte se lahko ločijo na izpodrivne, polizpodrivne ali glisirne. Čeprav so t. i. enojne školjke že dolgo standardizirane pri motornih jahtah , so večplastne školjke vedno bolj priljubljene.

#### Ustreznost vremenskih pogojev
Potovanje z jahto je odvisno od vremenskih razmer. To zahteva da uporabnik jahte sledi posebnim navtičnim koledarjem potovanja in prognostični karti v izogib slabim vremenskim pogojem.